# Monte Cerro El Cóndor
Il Cerro El Cóndor è uno stratovulcano quiescente situato in Argentina.